# Pak Se-ri
Pak Se-ri (* 28. September 1977 in Daejeon, Südkorea) ist eine Profigolferin der nordamerikanischen LPGA Tour. Sie ist die erfolgreichste Golferin Südkoreas und fünffache Major Siegerin.

## Werdegang
Auf Anraten und mit Unterstützung ihres Vaters begann sie im Alter von 14 Jahren Golf zu spielen und war im Laufe ihrer Amateurkarriere in 30 Turnieren erfolgreich.
Pak wurde 1996 Berufsgolferin und spielte zunächst auf der Korea LPGA Tour, wo sie sechs Turniere gewinnen konnte. Dann qualifizierte Pak sich für die Saison 1998 auf der LPGA Tour. Schon in der ersten Spielzeit gelangen ihr zwei Major Siege, bei der McDonald's LPGA Championship und der U.S. Women’s Open Championship. Natürlich wurde Pak als Rookie of the Year (bester Neuling) ausgezeichnet.
Seither hat sie fast 30 Turniere auf der Tour gewonnen, darunter drei weitere Majors. 2007 wurde sie in die World Golf Hall of Fame aufgenommen. Damit war Pak Se-ri das jüngste lebende Mitglied dieser Ruhmeshalle. (Young Tom Morris starb mit 24 Jahren und wurde posthum aufgenommen.)
Ihre eindrucksvolle Erfolgsbilanz und ihr Ehrgeiz, die englische Sprache zu erlernen und zu benützen, verhalfen ihr in den USA zu großer Popularität. Sie wird jedoch von der noch erfolgreicheren Annika Sörenstam überschattet.
Wie Sörenstam hat auch Pak schon an einem professionellen Männer-Turnier, dem SBS Super Tournament 2003 auf der Korean Tour, teilgenommen. Die Korean Tour ist die zweitgereihte (second level) Tour der Asian Tour und zählt nicht für die Golfweltrangliste. Anders als Sörenstam überstand sie den Cut und wurde schließlich Zehnte. Allerdings versuchte sich Sörenstam bei einem wesentlich stärkeren Turnier der PGA Tour.
Bei den LPGA Championship 2005 verpasste Pak den Cut zum ersten Mal nach 29 Major Starts. Im Nachhinein stellte sich heraus, dass sie eine Fingerverletzung hatte. Im Jahr darauf meldete sie sich eindrucksvoll zurück und gewann das Major im Stechen gegen Karrie Webb schon am ersten Extra-Loch.

## Auszeichnungen
- 1998 Order of Merit – die höchste Auszeichnung der südkoreanischen Regierung für einen Athleten.
- 1998 Player of the Year – vergeben von der Golf Writers Association of America.
- 1998 Rookie of the Year – LPGA Tour
- 1998 Associated Press Athlete of the Year
- 2007 World Golf Hall of Fame
- 2020 Bob Jones Award

## LPGA Tour Siege
- 1998 McDonald’s LPGA Championship, U.S. Women’s Open, Jamie Farr Kroger Classic, Giant Eagle LPGA Classic
- 1999 ShopRite LPGA Classic, Jamie Farr Kroger Classic, Samsung World Championship of Women’s Golf, PageNet Championship
- 2001 YourLife Vitamins LPGA Classic, Longs Drugs Challenge, Jamie Farr Kroger Classic, Weetabix Women’s British Open, AFLAC Champions
- 2002 The Office Depot Championship, McDonald's LPGA Championship, First Union Betsy King Classic, Mobile LPGA Tournament of Champions, Sports Today CJ Nine Bridges Classic.
- 2003 Safeway PING, Chick-fil-A Charity Championship, Jamie Farr Kroger Classic
- 2004 Michelob ULTRA Open at Kingsmill
- 2006 McDonald's LPGA Championship
- 2007 Jamie Farr Owens Corning Classic
- 2010 Bell Micro LPGA Classic

Major Championships sind fett gedruckt.

## Korean LPGA Siege
- 1996 Dong-Il Renown Ladies Classic, Fila Women's Open, SBS Women's Professional Golf Challenge, Seoul Women's Open
- 1997 Cheil Industries Rose Women's Open, Seoul Women's Open
- 2003 MBC Xcanvas Women's Open
- 2012 KDB Daewoo Securities Classic